# Лобанов-Ростовский, Семён Михайлович
Князь Семён Михайлович Лобанов-Ростовский (ум. после 1597) — русский военный и государственный деятель, голова, полковой воевода и наместник во времена правления Ивана IV Васильевича Грозного и Фёдора Ивановича.
Из княжеского рода Лобановы-Ростовские. Младший сын князя Михаила Борисовича Лобанова-Ростовского, упомянутого в 1551 году московским сыном боярским, дед окольничего и князя Никиты Ивановича. Имел братьев, князей: Фёдора, Даниила, Василия Большого, Михаила, Василия Меньшого и Ивана Михайловичей.

## Биография

### Служба Ивану Грозному
В 1571 году вместе со своим братом Василием Михайловичем Большим участвовал в подручной записи за князя Ивана Фёдоровича Мстиславского. Князь Семён Михайлович в случае бегства князя И.Ф. Мстиславского должен был уплатить в царскую казну 55 рублей. В 1575 году — полковой голова в Большом полку под командованием боярина Петра Васильевича Морозова в Серпухове. В 1577 году служил по городу Рязани.
В 1579 году голова в походе на Лифляндию, а после второй воевода Сторожевого полка на литовской границе. В 1580 году третий осадный воевода в Новгороде, а в мае указано ему идти из Новгорода против неприятеля и если войска Речи Посполитой пойдут к Куконосу и другим городам, а ко Пскову не пойдут, то сойдясь с войском боярина и князя Шуйского идти с ним против польско-литовских войск. В случае походя вражеских отрядов на Псков, то быть ему в этом городе в числе голов, а если враг пойдёт к Смоленску, то идти ему в Вязьму и быть при боярине и князе Мстиславском головою в Большом полку. В 1581 году воевода в Порхове. В 1582—1583 годах — первый осадный воевода в Ладоге.

#### Служба Фёдору Ивановичу
В 1584 году по "черниговским и путивильским вестям" воевода Передового полка в Брянске и велено ему в 1585 году в этом городе быть наместником и первым воеводой. В 1587 году был отправлен в Тулу и Дедилов, чтобы смотреть ратных людей Большого и Передового полков. В 1589-1590 годах воевода в Ряжске. В мае 1590 года воевода в Рязани, посылает 10 человек детей боярских в Михайлов "для государева дела". В 1591 году первый воевода у обоза в Серпухове, а потом послан против шведов первым воеводой Передового полка. В 1592 году — вначале воевода Передового полка, затем в походе против шведов второй воевода Большого полка в Новгородской области. В 1594 году показан в дворянах и сидел шестым в Ответной палате при немецком посланнике. В 1595-1596 годах первый воевода в Воронеже.
30 ноября 1596 года «велено было отпустить с кн. Лобановым и его товарищами в Сургут из вятских хлебных запасов, которые останутся за Тюменскою посылкою, всего 945 четвертей ржаной муки, крупы и толокна; кроме того, денежное жалованье старым Сургутским служилым людям и новоприбылым казакам». В 1597 году первый воевода в Сургуте.
От брака с неизвестной имел единственного сына, стольника и князя Ивана Семёновича Лобанова-Ростовского по прозванию "Турий рог", подписавшего в 1613 году грамоту на избрание в цари Михаила Фёдоровича и женатого на Марфе Елизарьевне Пантелеевой.